# Campina do Simão
Campina do Simão é um município brasileiro do estado do Paraná.

## História
Criado através da Lei estadual nº 11.180 de 4 de outubro de 1995, foi desmembrado de Guarapuava.

## Geografia
Possui uma área é de 449,401 km² representando 0,2255 % do estado, 0,0797 % da região e 0,0053 % de todo o território brasileiro. Localiza-se a uma latitude 25º04'44" sul e a uma longitude 51º49'37" oeste, estando a uma altitude de 994 m. Sua população estimada em 2006 era de 4.259 habitantes.
Demografia
População total: 4.365
- Urbana: 1.261
- Rural: 3.104
- Homens: 2.323
- Mulheres: 2.042

Índice de Desenvolvimento Humano (IDH-M): 0,701
- IDH-M Renda: 0,585
- IDH-M Longevidade: 0,709
- IDH-M Educação: 0,809

## Transportes

### Acesso Rodoviário
Como chegar a Campina do Simão a partir do Anel de Integração do Paraná: 
- Saindo de Guarapuava, seguir rumo oeste pela rodovia BR-277, por aproximadamente 24 quilômetros de pista pavimentada;
- Virar à direita no entroncamento com a PR-364, dirigindo rumo norte por pouco mais de 15 quilômetros, também pavimentados;
- Virar à direita no entroncamento com a PR-825, até chegar à cidade (pouco mais de 27 quilômetros, igualmente pavimentados).

Neste trajeto, somam-se aproximadamente 66 quilômetros entre Guarapuava e Campina do Simão, por vias rodoviárias inteiramente pavimentadas.